# Lixus
Lixus är ett släkte av skalbaggar som beskrevs av Fabricius 1801. Lixus ingår i familjen vivlar.

## Bildgalleri

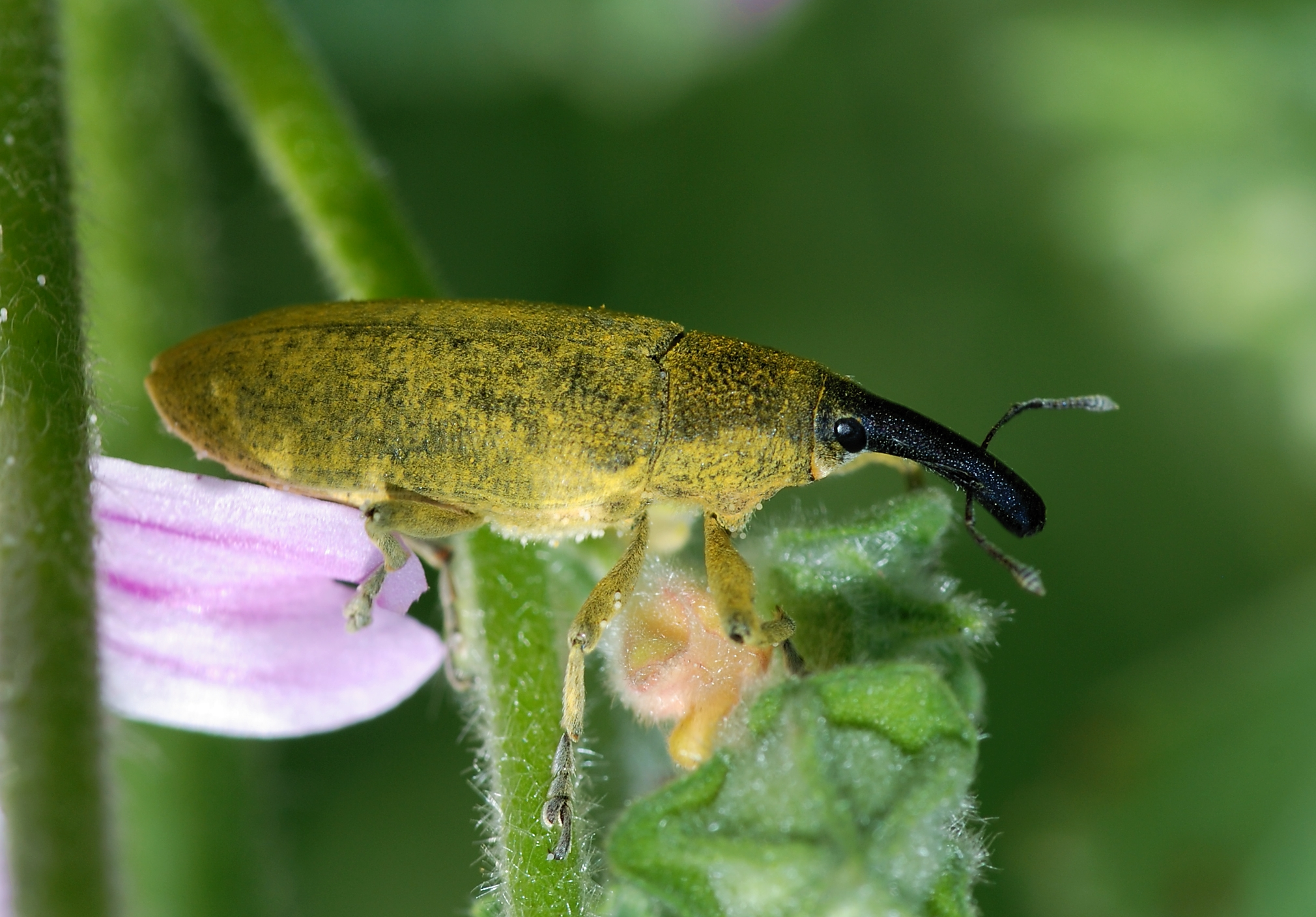
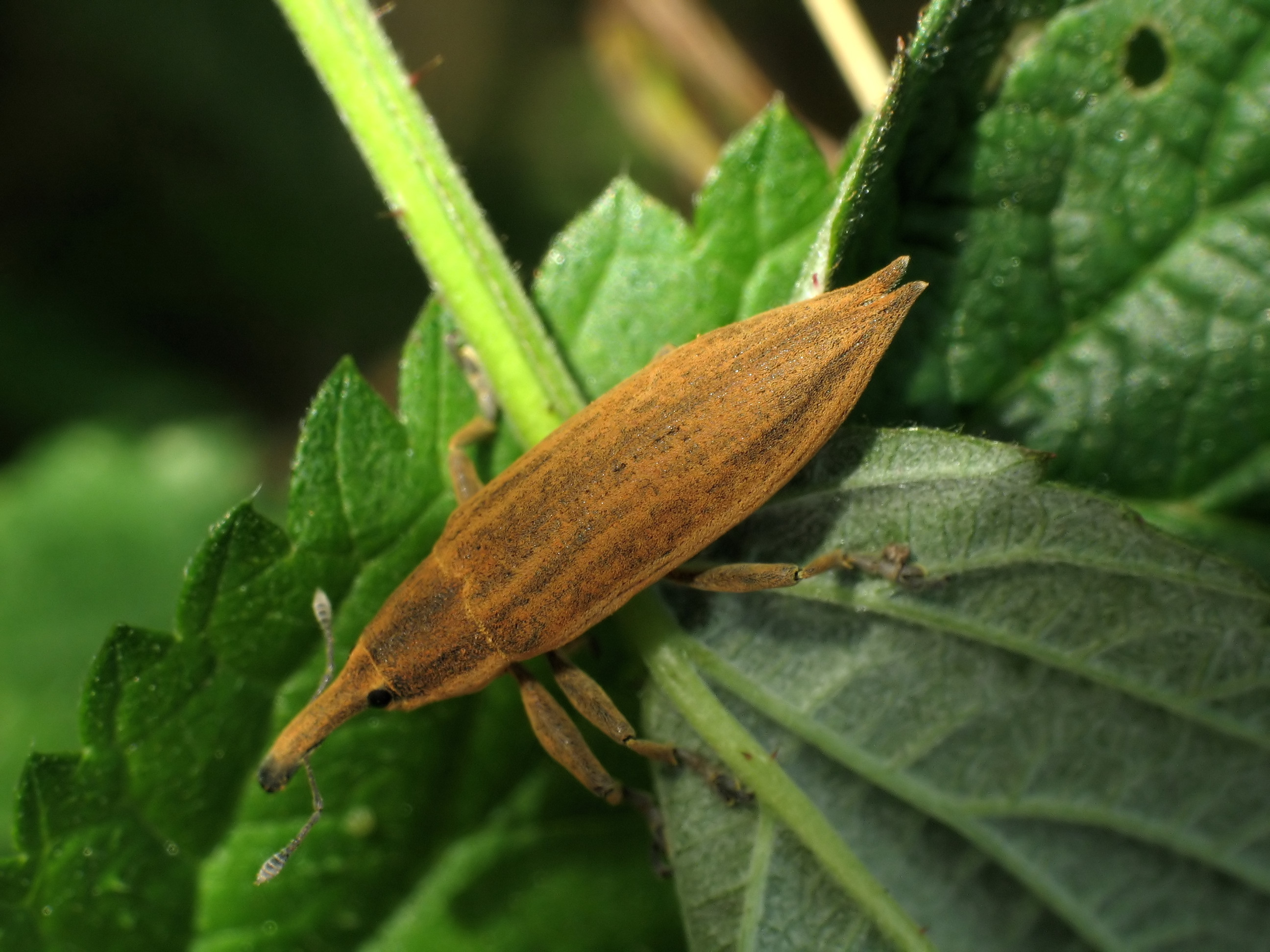
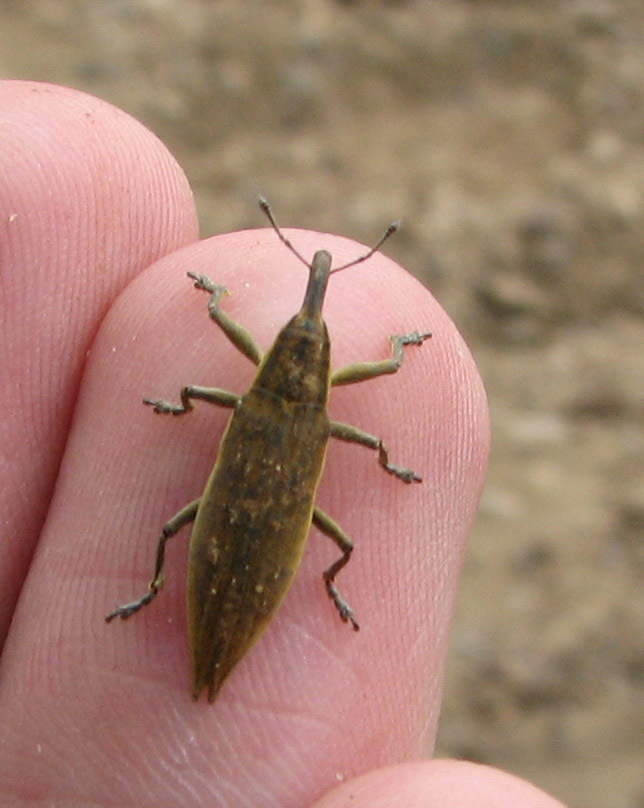
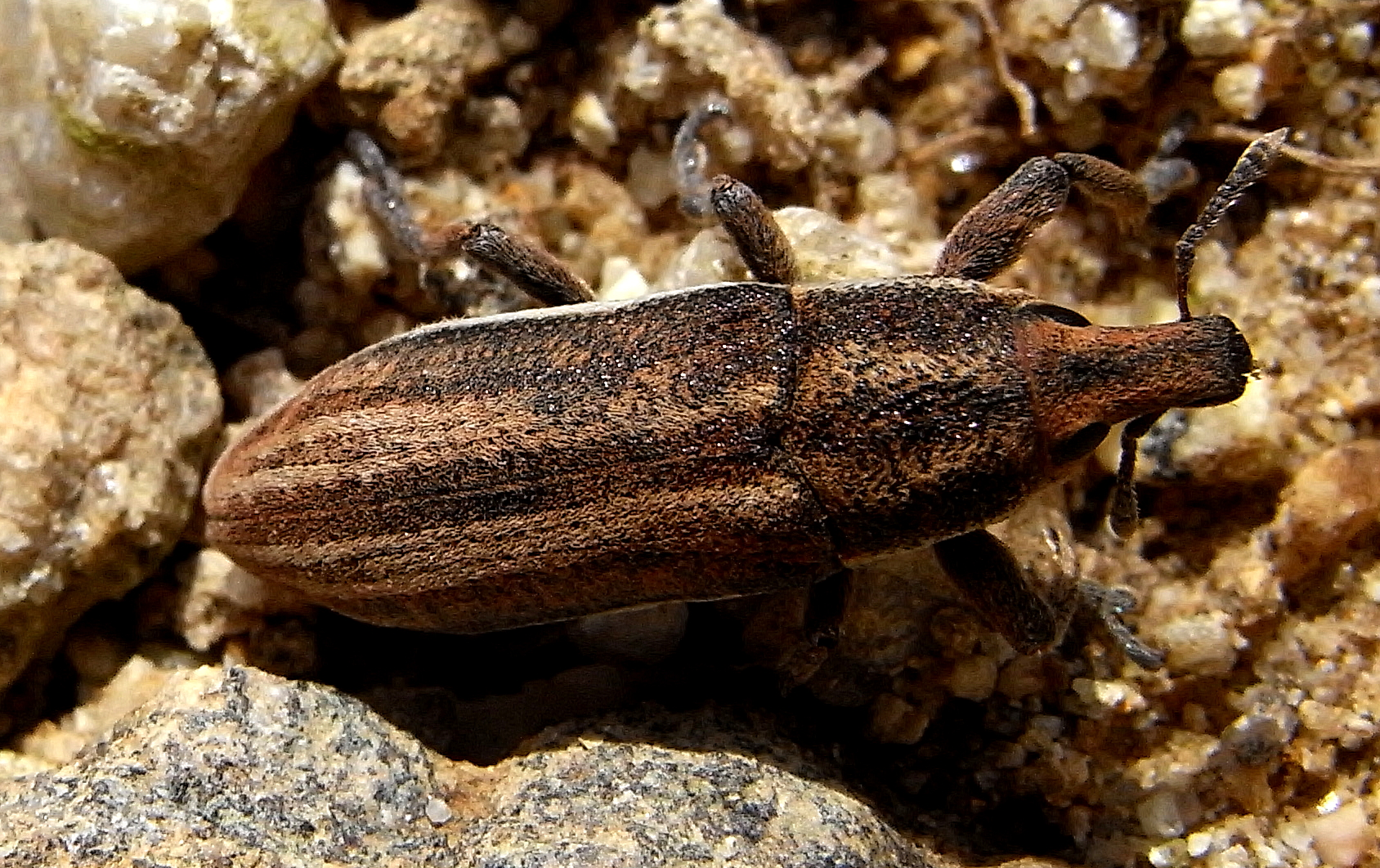
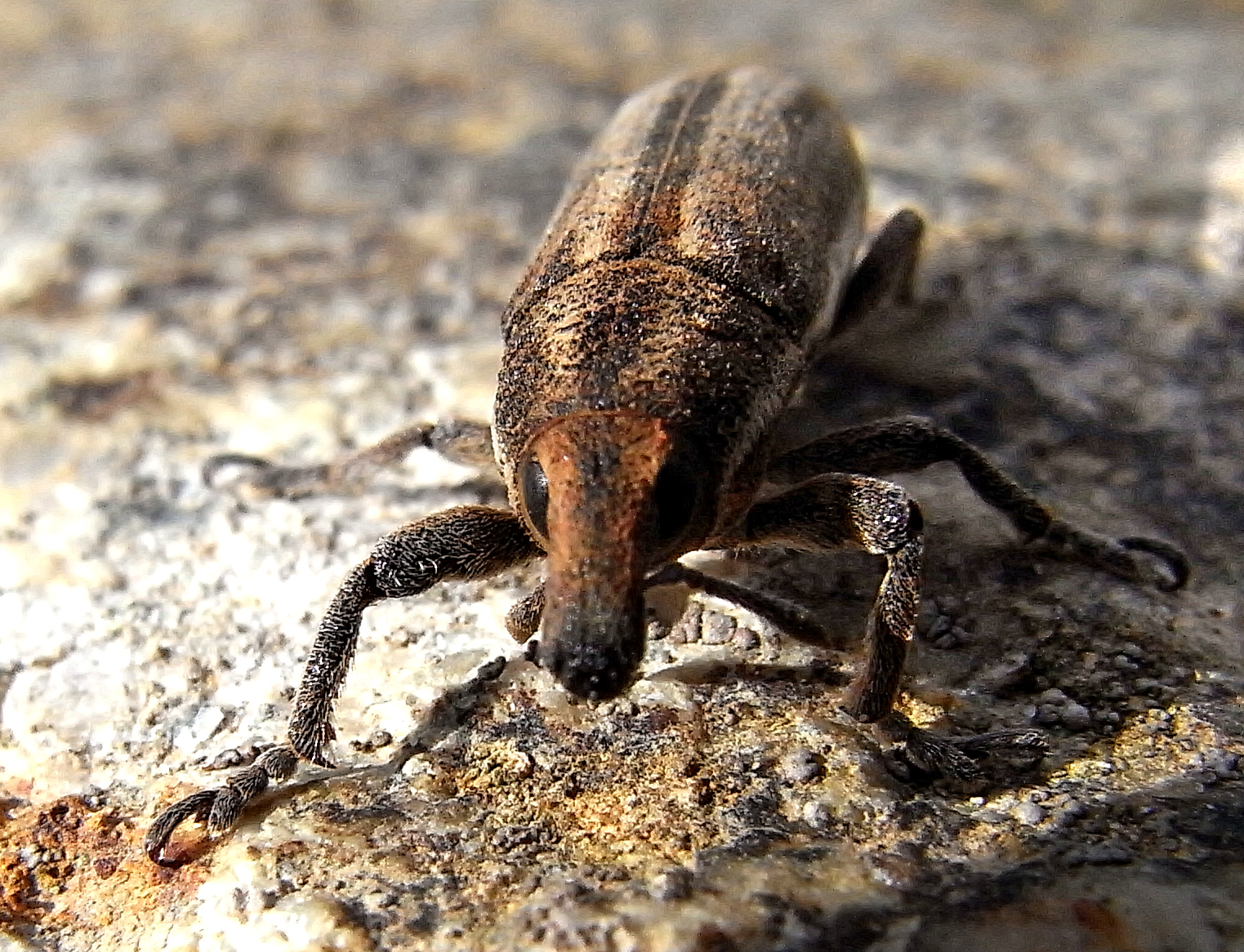
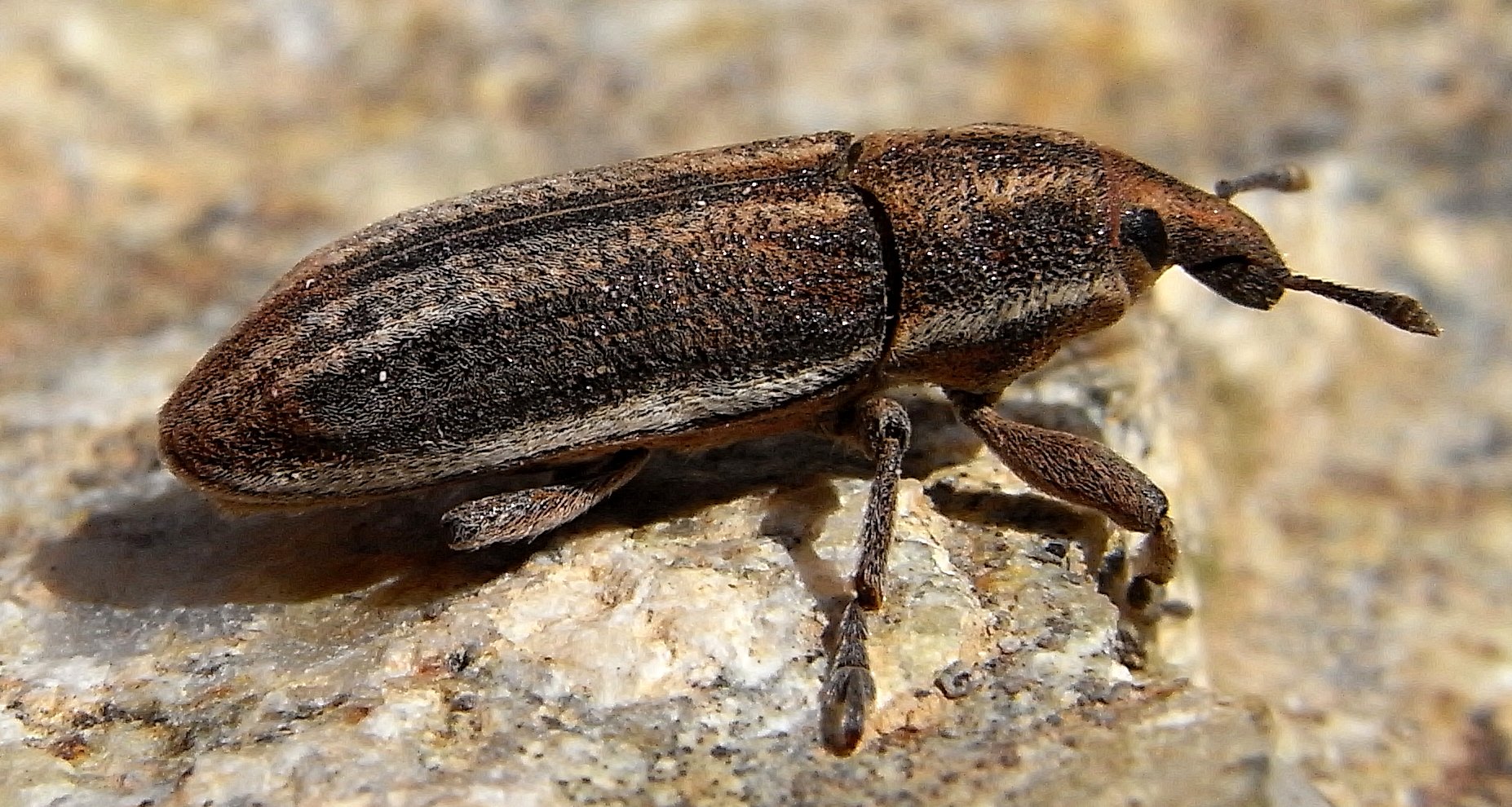

## Dottertaxa tillLixus, i alfabetisk ordning[1][2]
- Lixus abdominalis
- Lixus aberratus
- Lixus acicularis
- Lixus aciculatirostris
- Lixus acirostris
- Lixus acuminatus
- Lixus acupictus
- Lixus acutus
- Lixus adspersus
- Lixus aeneus
- Lixus aethiops
- Lixus affinis
- Lixus albidus
- Lixus albinae
- Lixus albisetiger
- Lixus alboguttatus
- Lixus albolineatus
- Lixus albomarginatus
- Lixus albostriatus
- Lixus algirus
- Lixus alternans
- Lixus amphora
- Lixus anguiculus
- Lixus anguinus
- Lixus angustatus
- Lixus angusticollis
- Lixus angustus
- Lixus antilope
- Lixus antiodontalgicus
- Lixus appendiculatus
- Lixus arabs
- Lixus arundinis
- Lixus ascanii
- Lixus ascanioides
- Lixus ascanoides
- Lixus aspericollis
- Lixus atriplicis
- Lixus attenuatus
- Lixus augurius
- Lixus auricillatus
- Lixus auriculatus
- Lixus auritus
- Lixus australis
- Lixus bambalio
- Lixus barbarus
- Lixus barbirostris
- Lixus bardanae
- Lixus basilaris
- Lixus bicolor
- Lixus bidentatus
- Lixus biimpressus
- Lixus bimaculatus
- Lixus bimbiensis
- Lixus binodulus
- Lixus binotatus
- Lixus bischoffi
- Lixus blakeae
- Lixus blondina
- Lixus brachyrhinus
- Lixus brasiliensis
- Lixus brevicaudatus
- Lixus brevicaudis
- Lixus breviculus
- Lixus brevirostris
- Lixus brunneus
- Lixus buccinator
- Lixus buchanani
- Lixus caffer
- Lixus calandroides
- Lixus californicus
- Lixus caliginosus
- Lixus callosus
- Lixus canaliculatus
- Lixus candidus
- Lixus canescens
- Lixus canus
- Lixus capitatus
- Lixus cardui
- Lixus carinatus
- Lixus carinellus
- Lixus carinerostris
- Lixus carinicollis
- Lixus carlinae
- Lixus carthami
- Lixus cavicollis
- Lixus cenobita
- Lixus centaurii
- Lixus chevrolati
- Lixus cinerascens
- Lixus cinereus
- Lixus cinnabarinus
- Lixus circumcinctus
- Lixus circumdatus
- Lixus clathratus
- Lixus clatratus
- Lixus clavipes
- Lixus cleoniformis
- Lixus cleonoides
- Lixus coarctatus
- Lixus coarcticollis
- Lixus coloradensis
- Lixus concavus
- Lixus confinis
- Lixus conformis
- Lixus conicirostris
- Lixus conicollis
- Lixus conicus
- Lixus connivens
- Lixus consenescens
- Lixus constrictus
- Lixus coriaceus
- Lixus costalis
- Lixus costatus
- Lixus crassipes
- Lixus crassipunctatus
- Lixus cribricollis
- Lixus criniger
- Lixus cruciferae
- Lixus cuniculus
- Lixus curtipennis
- Lixus cylindraceus
- Lixus cylindricus
- Lixus cylindroides
- Lixus cynarae
- Lixus deceptus
- Lixus declivis
- Lixus dentipes
- Lixus denudatus
- Lixus depressus
- Lixus desbrochersi
- Lixus deserticola
- Lixus desertorum
- Lixus devillei
- Lixus diloris
- Lixus discolor
- Lixus dissimilis
- Lixus distinctus
- Lixus dogoanus
- Lixus dorsalis
- Lixus dregei
- Lixus dubius
- Lixus duponti
- Lixus elegans
- Lixus elegantulus
- Lixus elendeensis
- Lixus elephantulus
- Lixus elongatus
- Lixus emarginatus
- Lixus eschscholtzii
- Lixus eversmanni
- Lixus exaratus
- Lixus excavaticollis
- Lixus excoriatus
- Lixus fallax
- Lixus farinosus
- Lixus fasciatus
- Lixus fasciculatus
- Lixus faunus
- Lixus favens
- Lixus ferrugatus
- Lixus ferrugineus
- Lixus filiformis
- Lixus fimbriolatus
- Lixus flaveolus
- Lixus flavescens
- Lixus flavicornis
- Lixus flexipennis
- Lixus foveolatus
- Lixus fumidus
- Lixus furcatus
- Lixus gages
- Lixus gazella
- Lixus gemellatus
- Lixus geminatus
- Lixus gemmellatus
- Lixus germari
- Lixus gibbus
- Lixus glaucus
- Lixus gracilis
- Lixus grammicus
- Lixus granicollis
- Lixus granulatus
- Lixus gravidus
- Lixus guttatus
- Lixus guttiventris
- Lixus guttula
- Lixus haematocerus
- Lixus haerens
- Lixus helenae
- Lixus helvolus
- Lixus hieroglyphicus
- Lixus hieroglyphus
- Lixus hirticaudis
- Lixus hirticollis
- Lixus hottentottus
- Lixus impressicollis
- Lixus impressus
- Lixus incanescens
- Lixus incarnatus
- Lixus infrequens
- Lixus inhumeralis
- Lixus inops
- Lixus inquinatus
- Lixus iridis
- Lixus irresectus
- Lixus irroratus
- Lixus ivae
- Lixus jaceae
- Lixus julliani
- Lixus junci
- Lixus juncii
- Lixus karelini
- Lixus kolenati
- Lixus lateralis
- Lixus latirostris
- Lixus lefebvrei
- Lixus lentzi
- Lixus leptosomus
- Lixus ligniticus
- Lixus limbatus
- Lixus lindiensis
- Lixus linearis
- Lixus lineatus
- Lixus lineola
- Lixus lividus
- Lixus lodingi
- Lixus longulus
- Lixus loratus
- Lixus loricatus
- Lixus lupinus
- Lixus lycophoeus
- Lixus lymexylon
- Lixus macilentus
- Lixus madidus
- Lixus marginalis
- Lixus marginatus
- Lixus maritimus
- Lixus marmoratus
- Lixus maurus
- Lixus melanocephalus
- Lixus meles
- Lixus mephitis
- Lixus mesopotamicus
- Lixus mexicanus
- Lixus miagri
- Lixus mimosae
- Lixus minutus
- Lixus mixtus
- Lixus modestus
- Lixus morbillosus
- Lixus morosus
- Lixus morulus
- Lixus motacilla
- Lixus mucronatus
- Lixus muongus
- Lixus musculus
- Lixus myagri
- Lixus nanus
- Lixus nathaliae
- Lixus nebulosus
- Lixus neglectus
- Lixus nigritarsis
- Lixus nordmanni
- Lixus notatus
- Lixus novellus
- Lixus nubeculosus
- Lixus nubilosus
- Lixus nycterophorus
- Lixus obliquus
- Lixus obsoletus
- Lixus ocellatus
- Lixus ochraceus
- Lixus ochreatus
- Lixus octoguttatus
- Lixus octolineatus
- Lixus ocularis
- Lixus odontalgicus
- Lixus onopordi
- Lixus ophthalmicus
- Lixus orbitalis
- Lixus ordinatipennis
- Lixus orientalis
- Lixus pacificus
- Lixus pallens
- Lixus pallipes
- Lixus palmatus
- Lixus palpebratus
- Lixus palumbus
- Lixus parallelus
- Lixus paraplecticus
- Lixus pardalis
- Lixus peninsularis
- Lixus peregrinus
- Lixus perjurus
- Lixus perlongus
- Lixus pervestitus
- Lixus pica
- Lixus piceicornis
- Lixus pisanus
- Lixus pistrinarius
- Lixus planicollis
- Lixus plicatus
- Lixus plucheae
- Lixus pollinosus
- Lixus porcatus
- Lixus porculus
- Lixus poricollis
- Lixus praepotens
- Lixus productus
- Lixus profundus
- Lixus pulcher
- Lixus pulverulentus
- Lixus pulvinatus
- Lixus pulvisculosus
- Lixus punctatus
- Lixus punctirostris
- Lixus punctiventris
- Lixus pusio
- Lixus pyrrhocnemis
- Lixus quadratipunctatus
- Lixus quadripustulatus
- Lixus ravicularis
- Lixus recurvatus
- Lixus recurvus
- Lixus regularipennis
- Lixus remaudierei
- Lixus reticulatus
- Lixus reymondi
- Lixus rhomboidalis
- Lixus roreus
- Lixus roridus
- Lixus rosenschoeldi
- Lixus rothschildi
- Lixus rubellus
- Lixus rubicundus
- Lixus rubiginosus
- Lixus rufescens
- Lixus ruficornis
- Lixus rufitarsis
- Lixus rufulus
- Lixus rugicollis
- Lixus rumicis
- Lixus sabulosus
- Lixus salentinus
- Lixus sanguineus
- Lixus sardiniensis
- Lixus scabricollis
- Lixus schaeferi
- Lixus schouwiae
- Lixus scolopax
- Lixus scolymi
- Lixus scoparii
- Lixus scrobicollis
- Lixus segnis
- Lixus semipunctatus
- Lixus seniculus
- Lixus senilis
- Lixus sericatus
- Lixus seriesignatus
- Lixus siculus
- Lixus simplex
- Lixus sinuatus
- Lixus sitta
- Lixus smirnoffi
- Lixus snae
- Lixus spartii
- Lixus spartiiformis
- Lixus spectabilis
- Lixus spinimanus
- Lixus striatellus
- Lixus stupor
- Lixus sturmii
- Lixus subacutus
- Lixus subangustatus
- Lixus subcaudatus
- Lixus subcylindricus
- Lixus subfasciatus
- Lixus submaculatus
- Lixus subornatus
- Lixus subtilis
- Lixus subulipennis
- Lixus suetus
- Lixus suillus
- Lixus sulcirostris
- Lixus sulphuratus
- Lixus superciliosus
- Lixus sylvius
- Lixus tabidus
- Lixus tasmanicus
- Lixus tatariae
- Lixus tenuicollis
- Lixus tenuirostris
- Lixus teretiusculus
- Lixus tibialis
- Lixus tigrinus
- Lixus torvus
- Lixus tricolor
- Lixus tricostalis
- Lixus tricristatus
- Lixus trilineatus
- Lixus trilobus
- Lixus tristis
- Lixus truncatellus
- Lixus truncatulus
- Lixus turbatus
- Lixus umbellatarum
- Lixus uniformis
- Lixus ursus
- Lixus wagneri
- Lixus wahlbergi
- Lixus varicolor
- Lixus venustulus
- Lixus vestitus
- Lixus vibex
- Lixus vicinus
- Lixus vilis
- Lixus virens
- Lixus vittatus
- Lixus vittiger
- Lixus volvulus
- Lixus vulneratus
- Lixus vulpes
- Lixus xambeui
- Lixus xanthocheloides
- Lixus zoubkoffi